# Finta di niente
Finta di niente è il primo EP del gruppo musicale italiano Voina, pubblicato il 2 aprile 2013 dall'etichetta indipendente Infecta.

## Descrizione
Finta di niente è stato registrato durante l'inverno del 2013 presso il Natural Head Quarter Studio di Ferrara. Il disco è stato prodotto da Manuele "Max Stirner" Fusaroli e Marco "Diniz" Di Nardo, membro del Management del dolore post-operatorio e conterraneo dei Voina. Fusaroli, che in passato aveva già lavorato con Le luci della centrale elettrica, Zen Circus e Nobraino, ha collaborato nuovamente con i Voina sulla produzione del loro disco di debutto Noi non siamo infinito, pubblicato nel 2015.
L'EP è stato presentato in anteprima su la Repubblica XL nel marzo del 2013. Dal disco è stato estratto il singolo omonimo Finta di niente, il quale è riuscito ad entrare nella classifica italiana degli artisti indipendenti stilata dal MEI.

## Tracce
Testi di Ivo Bucci, eccetto dove indicato.
1. Algeria – 3:31
2. Le pietre – 3:46
3. Finta di niente – 2:39
4. Summer on a Solitary Beach – 4:27 (Franco Battiato)

## Formazione
- Ivo Bucci – voce
- Francesco Di Nardo – chitarra
- Amedeo Bolletta – basso
- Nicola Candeloro – chitarra
- Domenico Candeloro – batteria